# Olympische Sommerspiele 2016/Leichtathletik – 400 m Hürden (Männer)

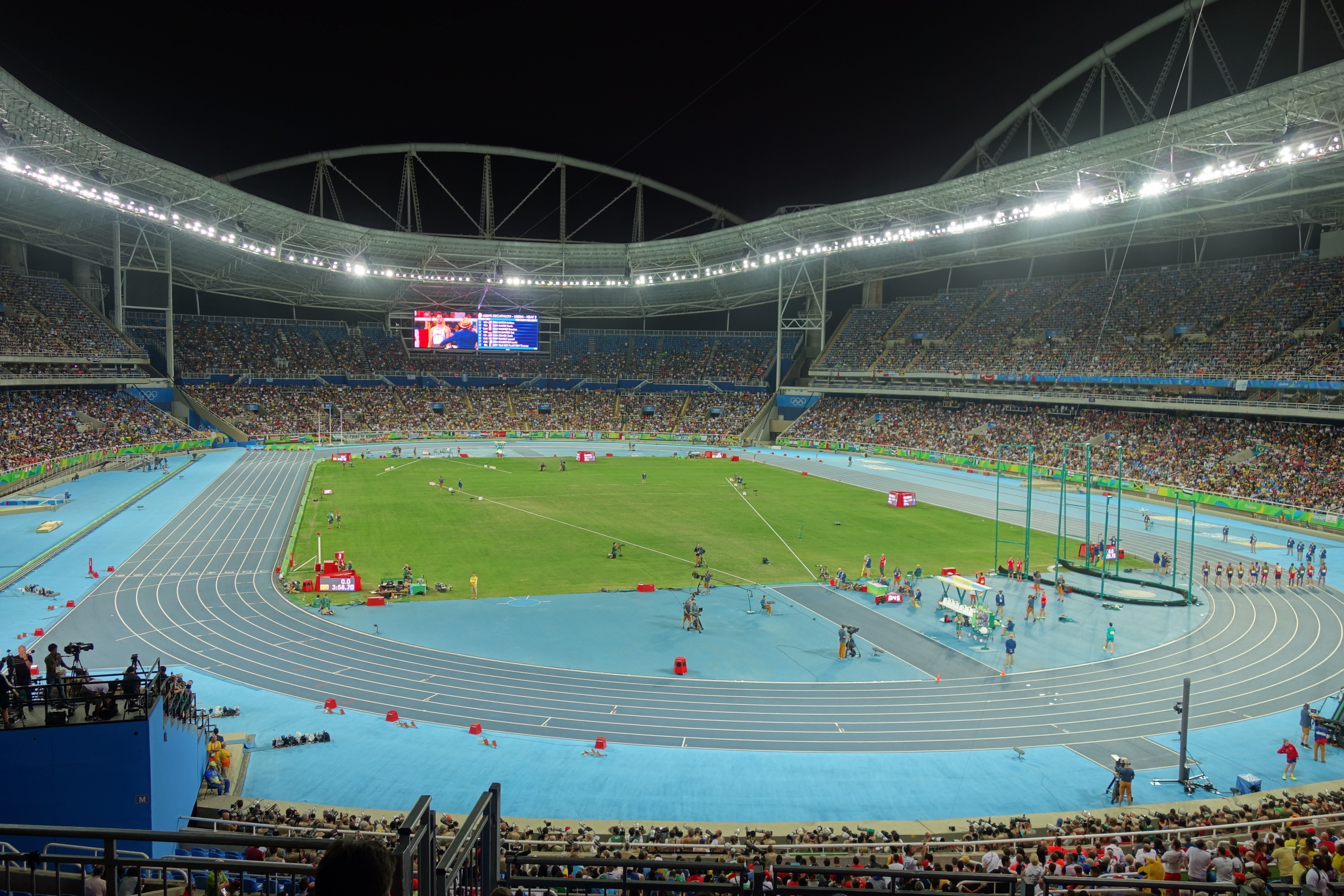
Innenraum des Estádio Olímpico João Havelange während der Spiele von Rio

Der 400-Meter-Hürdenlauf der Männer bei den Olympischen Spielen 2016 in Rio de Janeiro wurde am 15., 16. und 18. August 2016 im Estádio Olímpico João Havelange ausgetragen. 48 Athleten nahmen teil.
Olympiasieger wurde der US-Amerikaner Kerron Clement. Silber gewann der Kenianer Boniface Tumuti, Bronze ging an den Türken Yasmani Copello.
Der Schweizer Kariem Hussein schied in der Vorrunde aus.

Athleten aus Deutschland, Österreich und Liechtenstein nahmen nicht teil.

## Aktuelle Titelträger
| Olympiasieger                         | Félix Sánchez ( Dominikanische Republik) | 47,63 s | London 2012    |
| Weltmeister                           | Nicholas Bett ( Kenia)                   | 47,79 s | Peking 2015    |
| Europameister                         | Yasmani Copello ( Türkei)                | 48,98 s | Amsterdam 2016 |
| Nord-/Zentralamerika-/Karibik-Meister | Javier Culson ( Puerto Rico)             | 48,70 s | San José 2015  |
| Südamerika-Meister                    | Andrés Silva ( Uruguay)                  | 49,43 s | Lima 2015      |
| Asienmeister                          | Yūta Konishi ( Japan)                    | 49,58 s | Wuhan 2015     |
| Afrikameister                         | Boniface Tumuti ( Kenia)                 | 49,21 s | Durban 2016    |
| Ozeanienmeister                       | Michael Cochrane ( Neuseeland)           | 50,69 s | Cairns 2015    |

## Rekorde

### Bestehende Rekorde
| Weltrekord         | Kevin Young ( USA) | 46,78 s | Finale OS Barcelona, Spanien | 6. August 1992 |
| Olympischer Rekord | Kevin Young ( USA) | 46,78 s | Finale OS Barcelona, Spanien | 6. August 1992 |

Anmerkung:
Alle Zeitangaben sind auf die Ortszeit Rio (UTC-3) bezogen.
Der bestehende Olympiarekord, gleichzeitig Weltrekord, wurde bei diesen Spielen nicht erreicht. Im schnellsten Rennen, dem Finale am 18. August, verfehlte der US-amerikanische Olympiasieger Kerron Clement mit seinen 47,73 s diesen Rekord um 95 Hundertstelsekunden.

### Rekordverbesserungen
Es wurden zehn neue Landesrekorde aufgestellt:
- 48,62 s – Abdelmalik Lahoulou (Algerien), erster Vorlauf am 15. August
- 48,49 s – Karsten Warholm (Norwegen), dritter Vorlauf am 15. August
- 50,72 s – Ned Azemia (Seychellen), dritter Vorlauf am 15. August
- 49,04 s – Oskari Mörö (Finnland), fünfter Vorlauf am 15. August
- 48,87 s – Sergio Fernández (Spanien), erstes Halbfinale am 16. August
- 48,39 s – Thomas Barr (Irland), drittes Halbfinale am 16. August
- 47,78 s – Boniface Tumuti (Kenia), Finale am 18. August
- 47,92 s – Yasmani Copello (Türkei), Finale am 18. August
- 47,97 s – Thomas Barr (Irland), Finale am 18. August
- 48,40 s – Rasmus Mägi (Estland), Finale am 18. August

## Vorrunde
Die Athleten traten zu insgesamt sechs Vorläufen an. Für das Halbfinale qualifizierten sich pro Lauf die ersten drei Läufer (hellblau unterlegt). Darüber hinaus kamen die sechs Zeitschnellsten, die sogenannten Lucky Loser (hellgrün unterlegt), weiter.

### Vorlauf 1
15. August 2016, 11:35 Uhr
| Platz | Name                | Nation    | Zeit (s) | Anmerkung |
| ----- | ------------------- | --------- | -------- | --------- |
| 1     | Abdelmalik Lahoulou | Algerien  | 48,62    | NR        |
| 2     | Boniface Tumuti     | Kenia     | 48,91    |           |
| 3     | Kerron Clement      | USA       | 49,17    |           |
| 4     | Yūki Matsushita     | Japan     | 49,60    |           |
| 5     | Miles Ukaoma        | Nigeria   | 49,84    |           |
| 6     | Márcio Teles        | Brasilien | 50,41    |           |
| 7     | Jeffery Gibson      | Bahamas   | 52,77    |           |

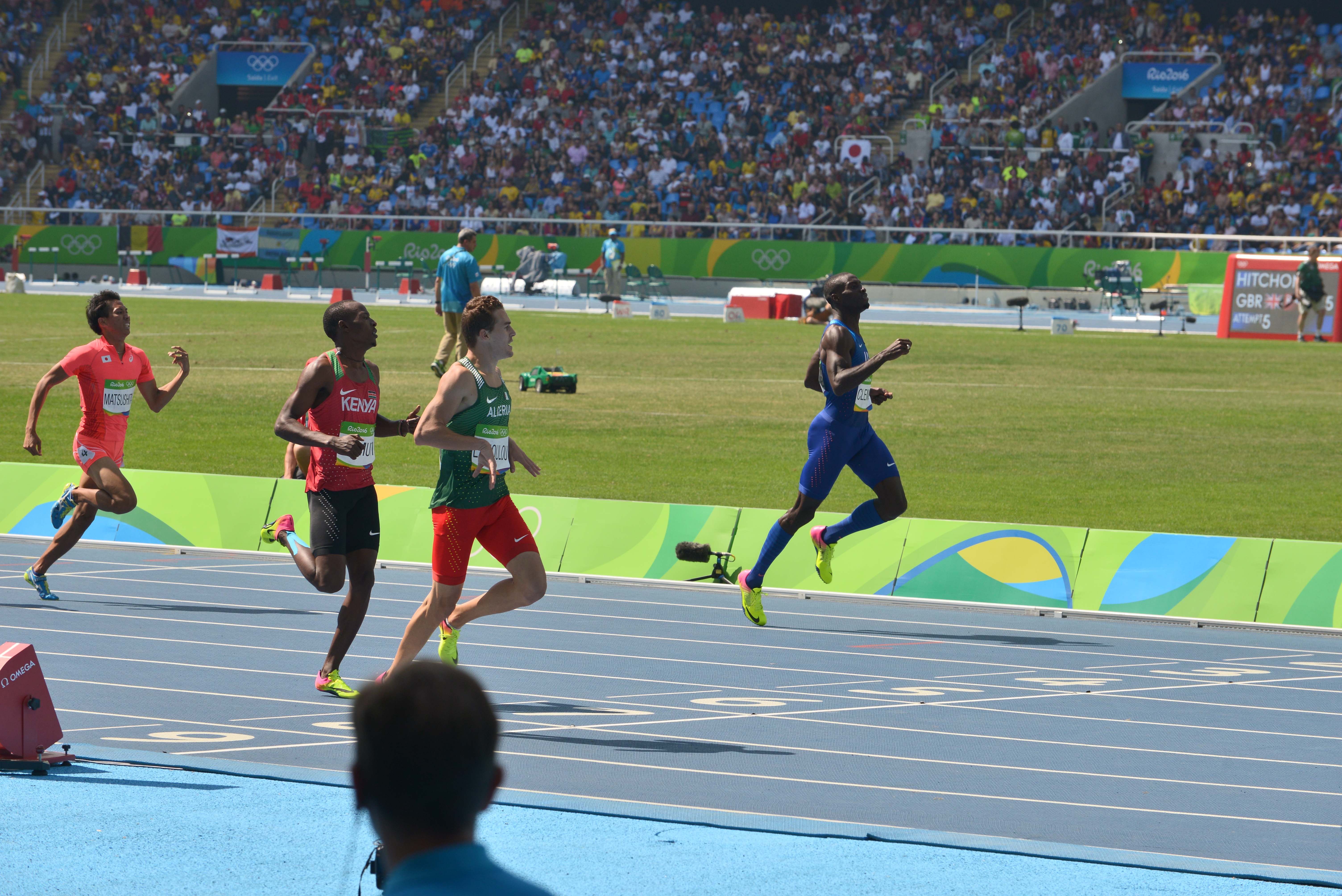
Zieleinlauf Vorlauf eins:
Abdelmalik Lahoulou (Pl. 1, grünes Shirt) / Boniface Tumut (Pl. 2, direkt dahinter) / Kerron Clement (Pl. 3, blaues Trikot) / Yūki Matsushita (Pl. 4, ganz links)

Im ersten Vorlauf ausgeschiedene Hürdenläufer:

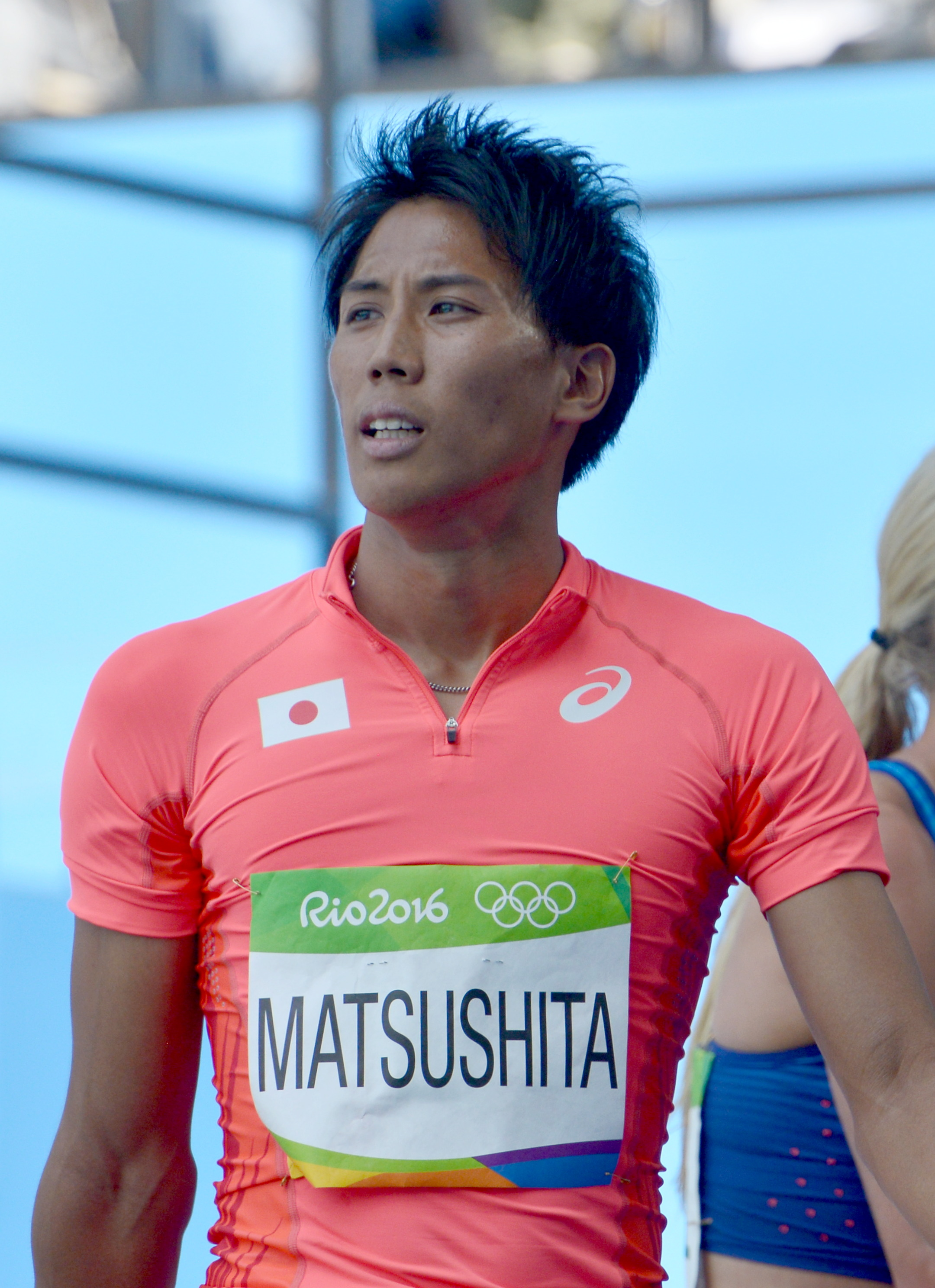
Yūki Matsushita – Rang vier
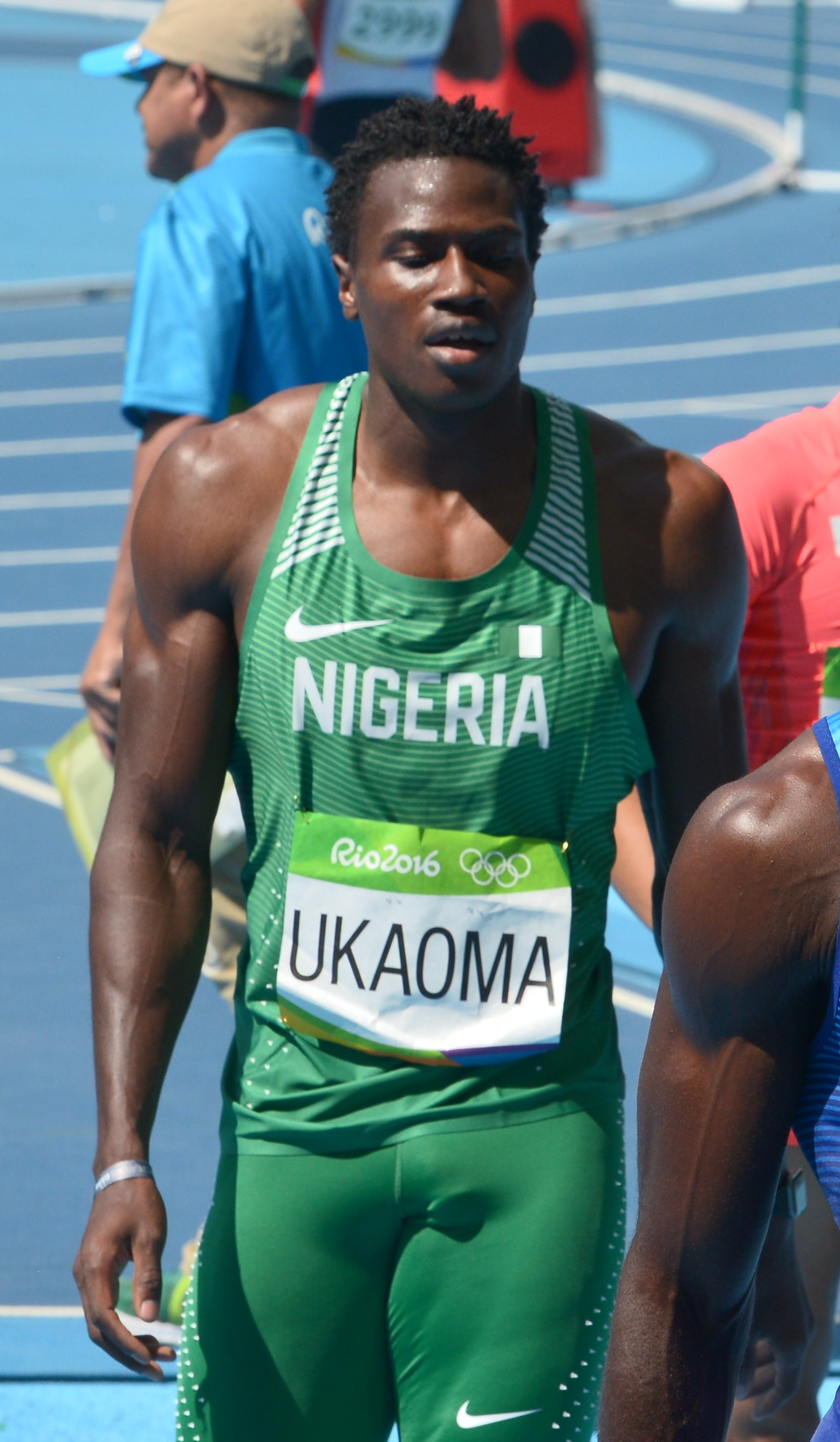
Miles Ukaoma – Rang fünf
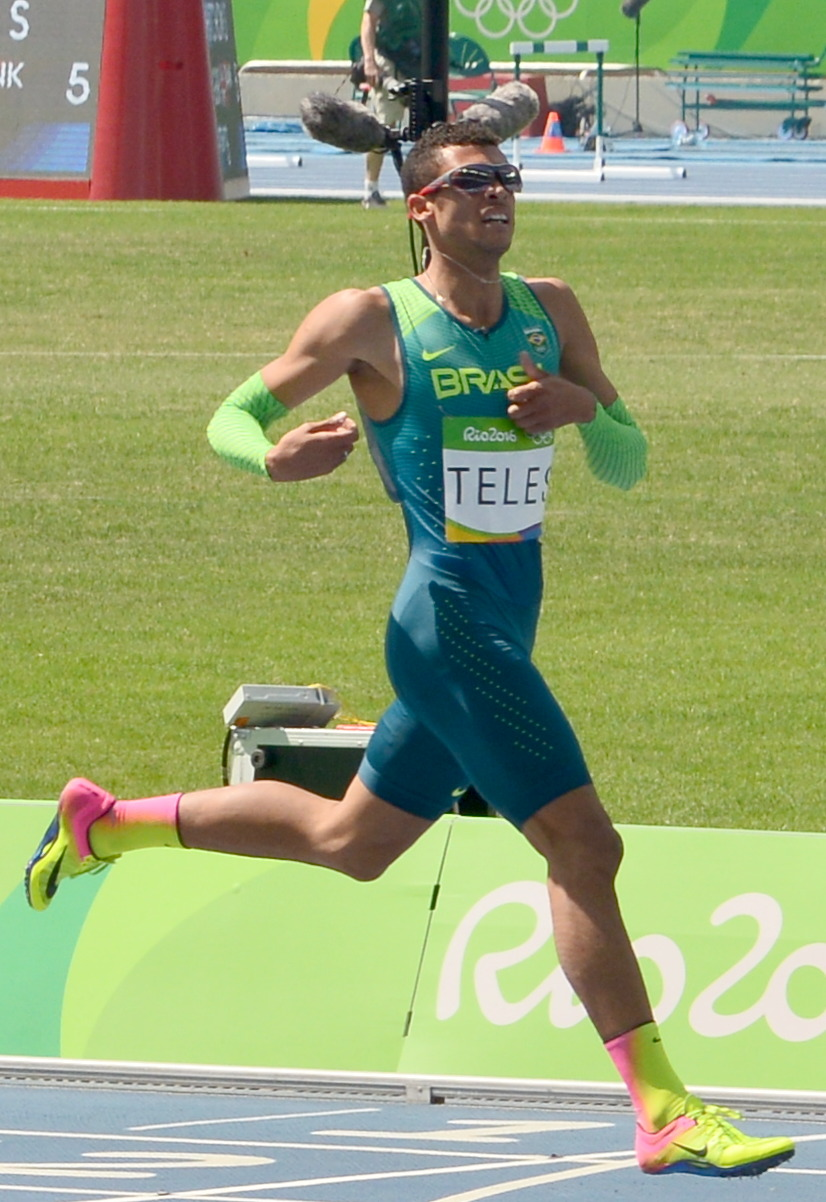
Márcio Teles – Rang sechs
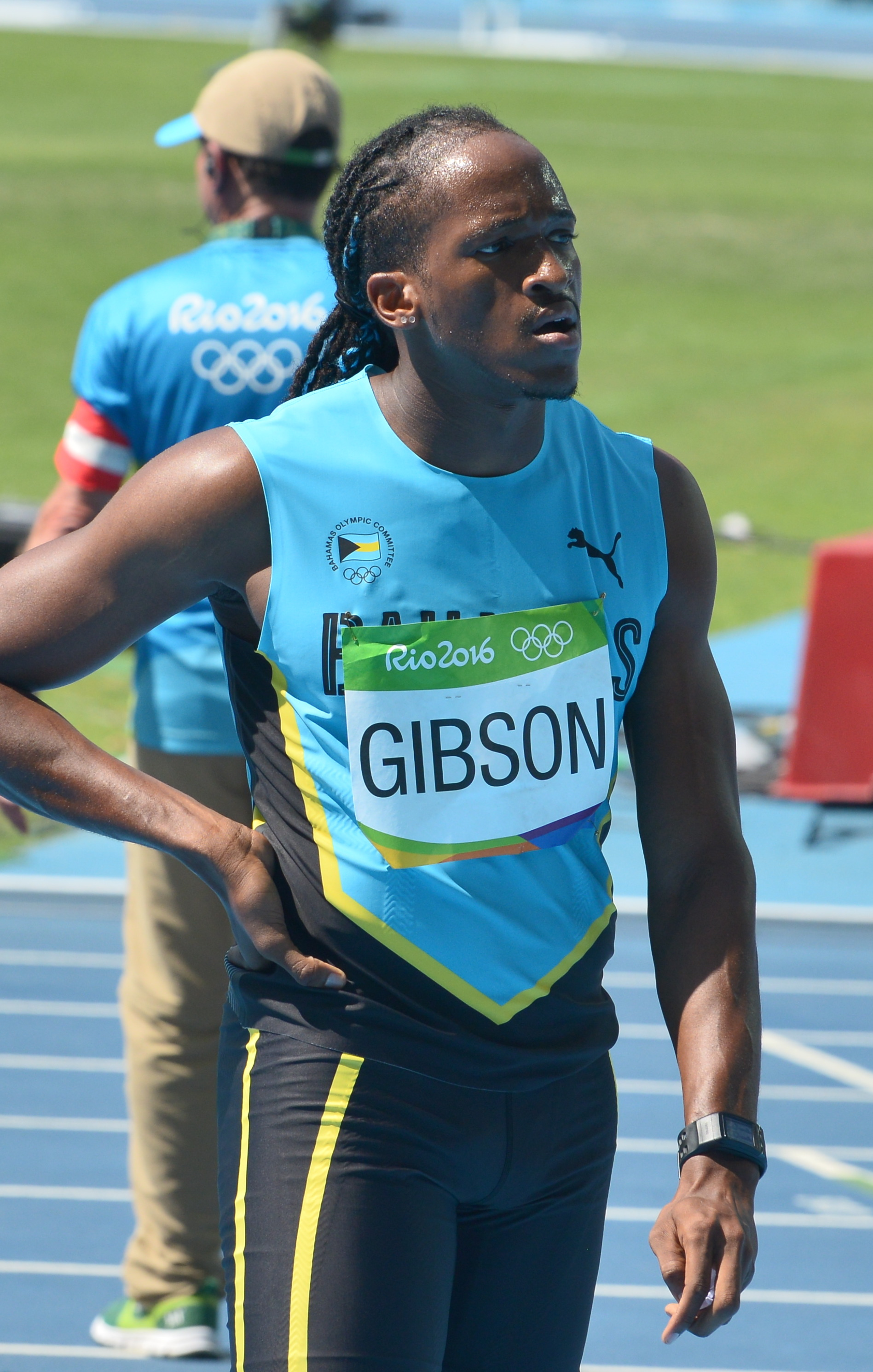
Jeffery Gibson – Rang sieben

### Vorlauf 2

Kariem Hussein – ausgeschieden als Fünfter des zweiten Vorlaufs
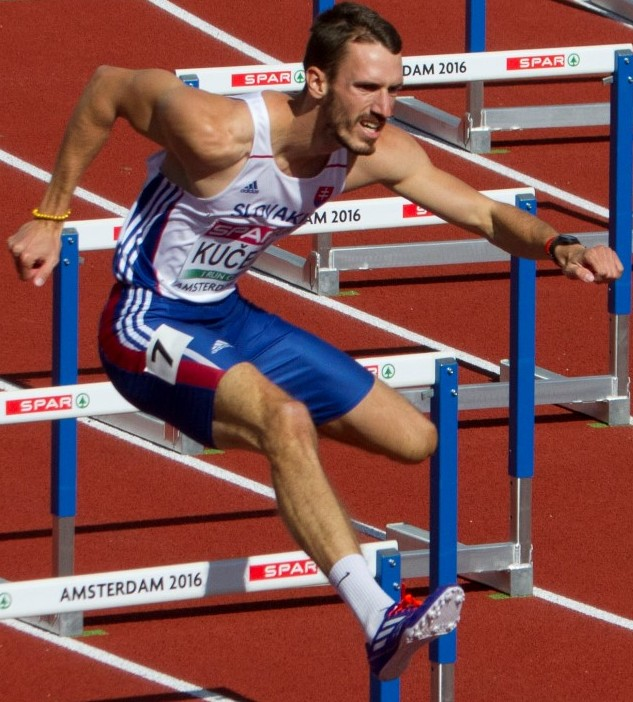
Martin Kučera – ausgeschieden als Siebter des zweiten Vorlaufs

15. August 2016, 11,42 Uhr
| Platz | Name                | Nation      | Zeit (s) |
| ----- | ------------------- | ----------- | -------- |
| 1     | Yasmani Copello     | Türkei      | 49,52    |
| 2     | Eric Alejandro      | Puerto Rico | 49,54    |
| 3     | Mahau Suguimati     | Brasilien   | 49,77    |
| 4     | Jaak-Heinrich Jagor | Estland     | 49,78    |
| 5     | Kariem Hussein      | Schweiz     | 49,80    |
| 6     | Amadou Ndiaye       | Senegal     | 49,91    |
| 7     | Martin Kučera       | Slowakei    | 51,47    |
| 8     | Maoulida Darouèche  | Komoren     | 52,32    |

### Vorlauf 3

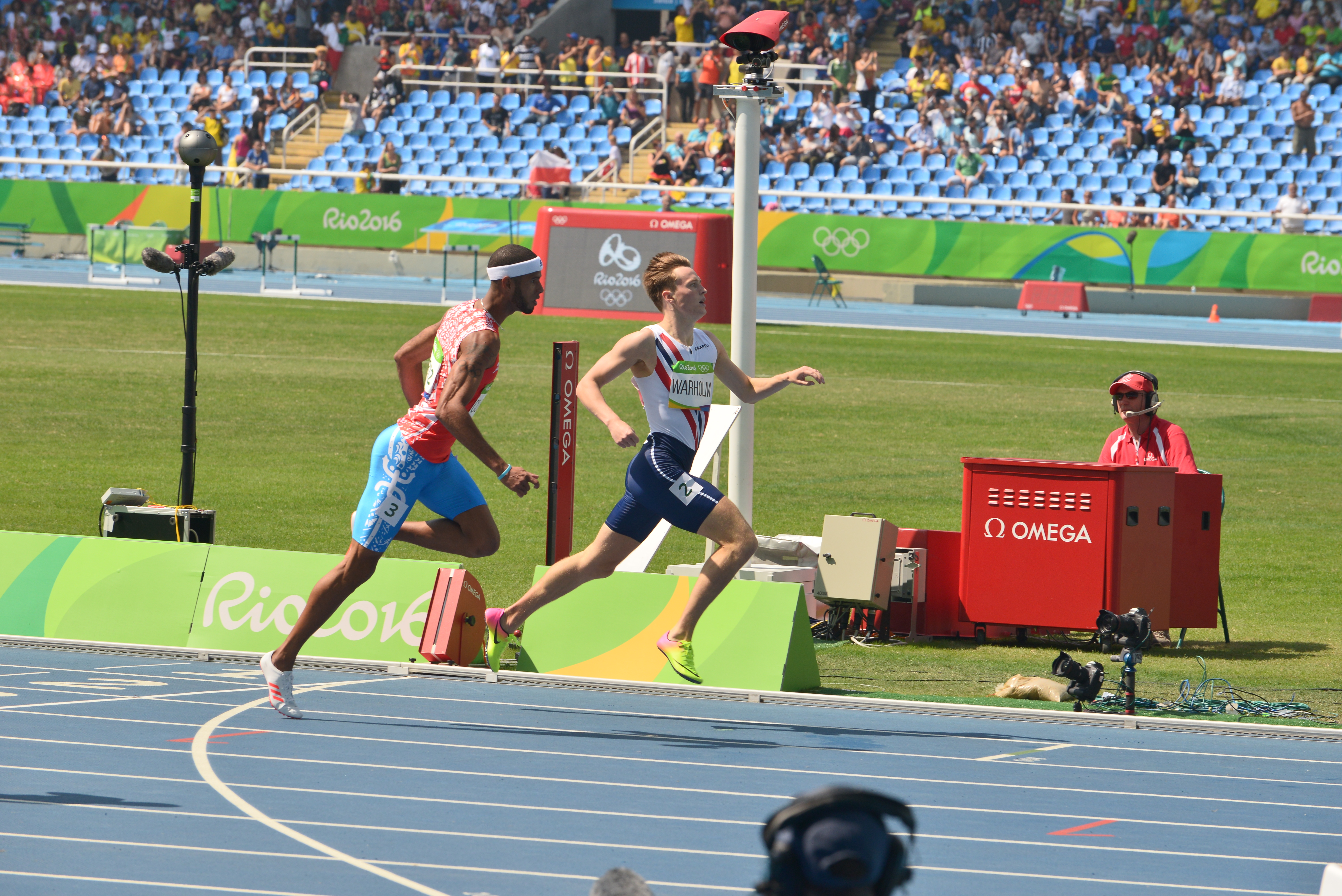
Zieleinlauf Rennen drei:
Karsten Warholm siegte vor Javier Culson

15. August 2016, 11:49 Uhr
| Platz | Name             | Nation      | Zeit  | Anmerkung |
| ----- | ---------------- | ----------- | ----- | --------- |
| 1     | Karsten Warholm  | Norwegen    | 48,49 | NR        |
| 2     | Javier Culson    | Puerto Rico | 48,53 |           |
| 3     | Rasmus Mägi      | Estland     | 48,55 |           |
| 4     | Roxroy Cato      | Jamaika     | 48,56 |           |
| 5     | Miloud Rahmani   | Algerien    | 49,73 |           |
| 6     | Dmitri Koblow    | Kasachstan  | 49,87 |           |
| 7     | José Luis Gaspar | Kuba        | 50,58 |           |
| 8     | Ned Azemia       | Seychellen  | 50,74 | NR        |

### Vorlauf 4

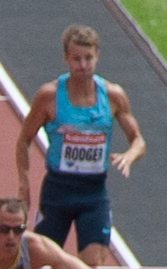
Sebastian Rodger – ausgeschieden als Sechster des vierten Vorlaufs
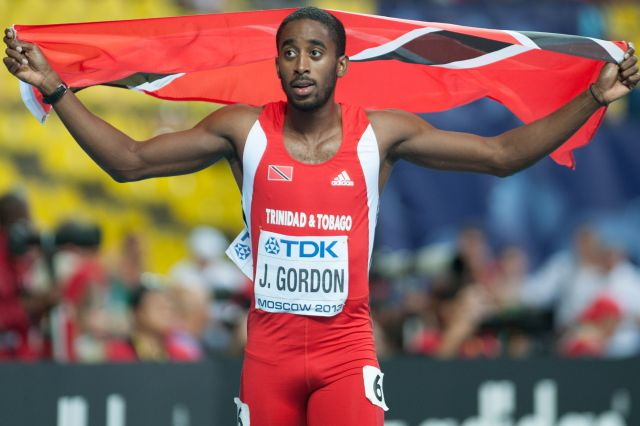
Jehue Gordon – ausgeschieden als Achter des vierten Vorlaufs

15. August 2016, 11:56 Uhr

| Platz | Name             | Nation              | Zeit (s) |
| ----- | ---------------- | ------------------- | -------- |
| 1     | Keisuke Nozawa   | Japan               | 48,62    |
| 2     | Thomas Barr      | Irland              | 48,93    |
| 3     | Eric Cray        | Philippinen         | 49,05    |
| 4     | Jaheel Hyde      | Jamaika             | 49,24    |
| 5     | Sergio Fernández | Spanien             | 49,31    |
| 6     | Sebastian Rodger | Großbritannien      | 49,54    |
| 7     | Le Roux Hamman   | Südafrika           | 49,72    |
| 8     | Jehue Gordon     | Trinidad und Tobago | 49,90    |

### Vorlauf 5

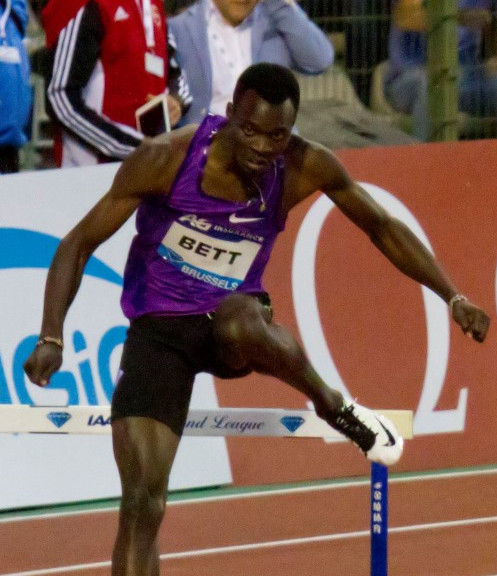
Nicholas Bett – im fünften Vorlauf disqualifiziert wegen fehlerhaftes Überquerens einer Hürde

15. August 2016, 12:03 Uhr

| Platz | Name             | Nation         | Zeit (s) | Anmerkung                                                                   |
| ----- | ---------------- | -------------- | -------- | --------------------------------------------------------------------------- |
| 1     | Annsert Whyte    | Jamaika        | 48,37    |                                                                             |
| 2     | Jack Green       | Großbritannien | 48,96    |                                                                             |
| 3     | Byron Robinson   | USA            | 48,98    |                                                                             |
| 4     | Oskari Mörö      | Finnland       | 49,04    | NR                                                                          |
| 5     | Michaël Bultheel | Belgien        | 49,37    |                                                                             |
| 6     | Kurt Couto       | Mosambik       | 49,74    |                                                                             |
| 7     | Lindsay Hanekom  | Südafrika      | 50,22    |                                                                             |
| DSQ   | Nicholas Bett    | Kenia          |          | Weltleichtathletikverband Regel 168.7 – Fehlerhaftes Überqueren einer Hürde |

### Vorlauf 6
15. August 2016, 12:10 Uhr

| Platz | Name                  | Nation            | Zeit (s) |
| ----- | --------------------- | ----------------- | -------- |
| 1     | Aron Koech            | Kenia             | 48,77    |
| 2     | Louis Jacobus van Zyl | Südafrika         | 49,12    |
| 3     | Andrés Silva          | Uruguay           | 49,21    |
| 4     | Jordin Andrade        | Kap Verde         | 49,35    |
| 5     | Mohamed Sghaier       | Tunesien          | 50,09    |
| 6     | Michael Tinsley       | USA               | 50,18    |
| 7     | Chen Chieh            | Chinesisch Taipeh | 50,65    |
| 8     | Patryk Dobek          | Polen             | 50,65    |

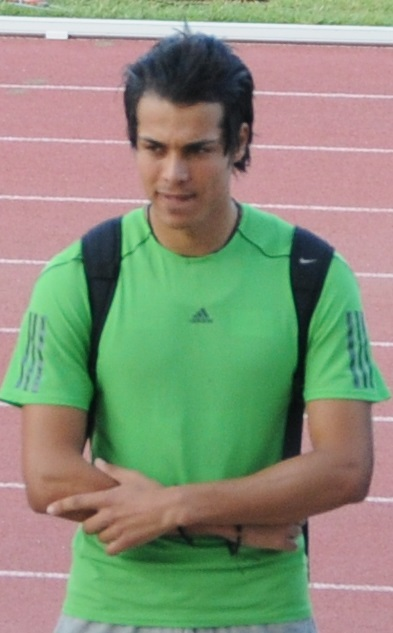
Mohamed Sghaier – ausgeschieden als Fünfter des sechsten Vorlaufs

Weitere im sechsten Vorlauf ausgeschiedene Hürdenläufer:

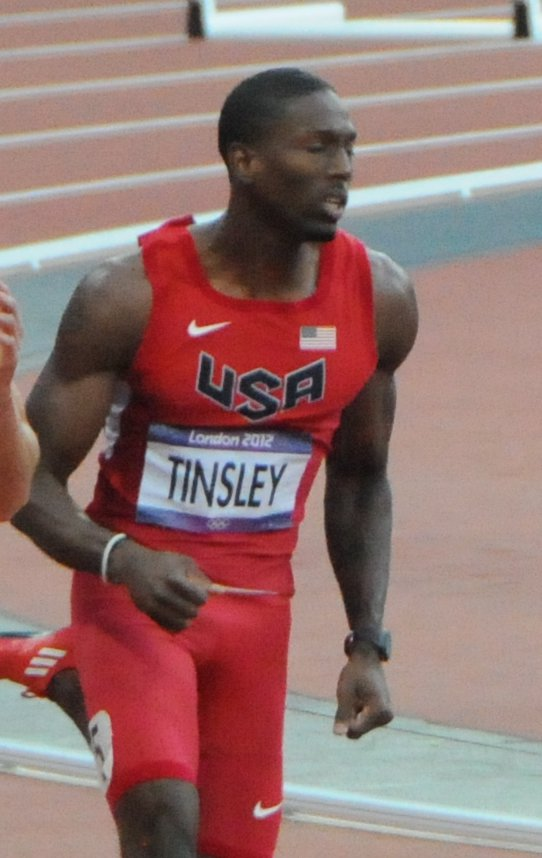
Michael Tinsley – Rang sechs
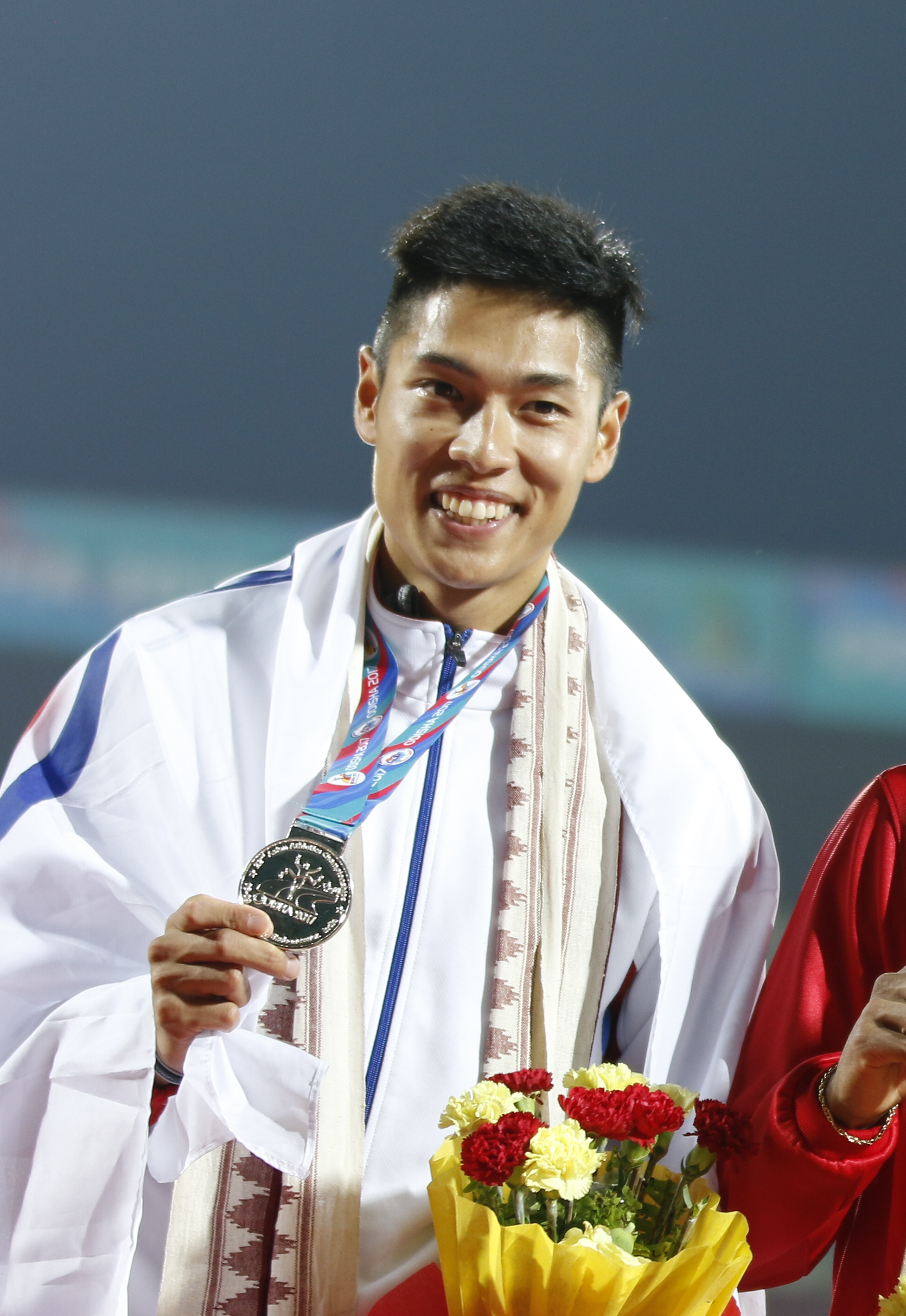
Chen Chieh – Rang sieben
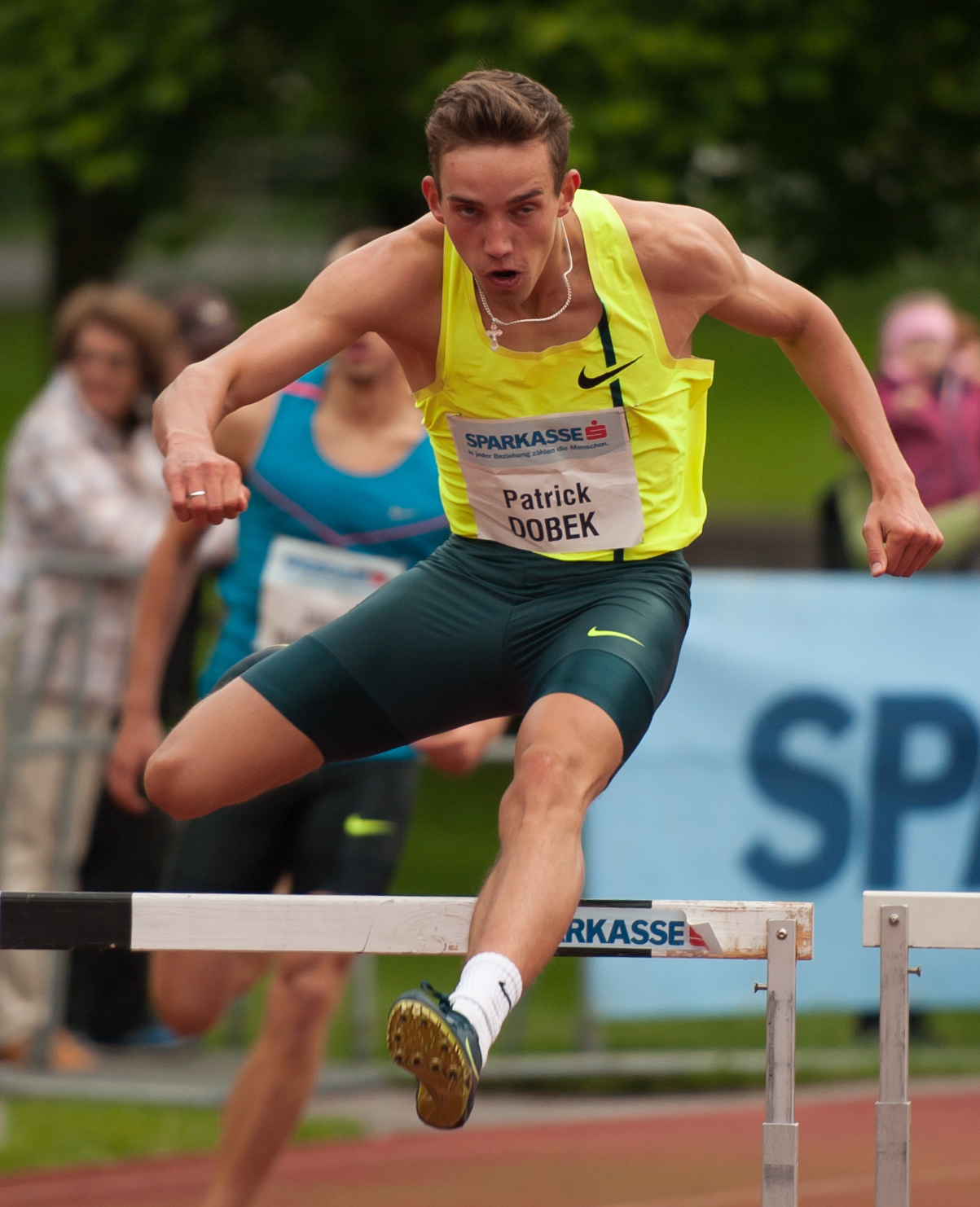
Patryk Dobek – Rang acht

## Halbfinale
In den drei Halbfinalläufen qualifizierten sich die jeweils ersten zwei Athleten für das Finale (hellblau unterlegt). Darüber hinaus kamen die zwei Zeitschnellsten, die sogenannten Lucky Loser (hellgrün unterlegt), weiter.

### Lauf 1
16. August 2016, 21:35 Uhr

| Platz | Name                | Nation         | Zeit (s) | Anmerkung |
| ----- | ------------------- | -------------- | -------- | --------- |
| 1     | Kerron Clement      | USA            | 48,26    |           |
| 2     | Boniface Tumuti     | Kenia          | 48,85    |           |
| 3     | Sergio Fernández    | Spanien        | 48,87    | NR        |
| 4     | Abdelmalik Lahoulou | Algerien       | 49,08    |           |
| 5     | Jaheel Hyde         | Jamaika        | 49,17    |           |
| 6     | Keisuke Nozawa      | Japan          | 49,20    |           |
| 7     | Eric Cray           | Philippinen    | 49,37    |           |
| 8     | Jack Green          | Großbritannien | 49,54    |           |

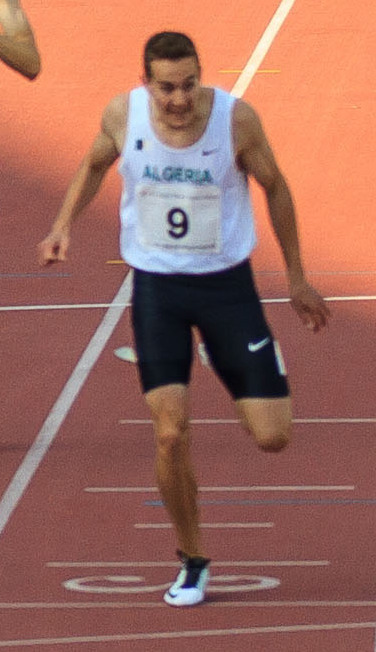
Abdelmalik Lahoulou – ausgeschieden als Vierter des ersten Halbfinals

Weitere im ersten Halbfinale ausgeschiedene Hürdenläufer:

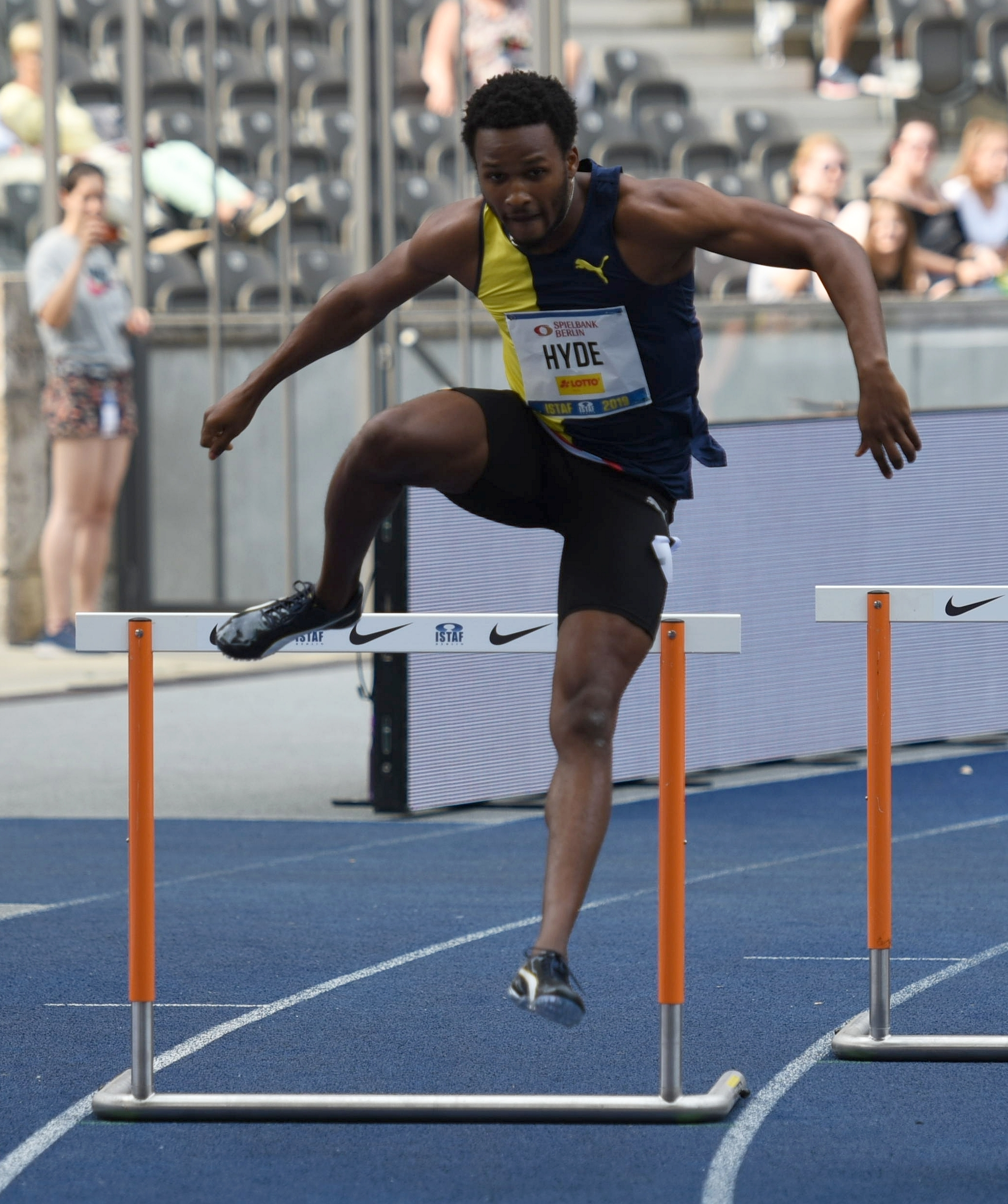
Jaheel Hyde – Rang fünf
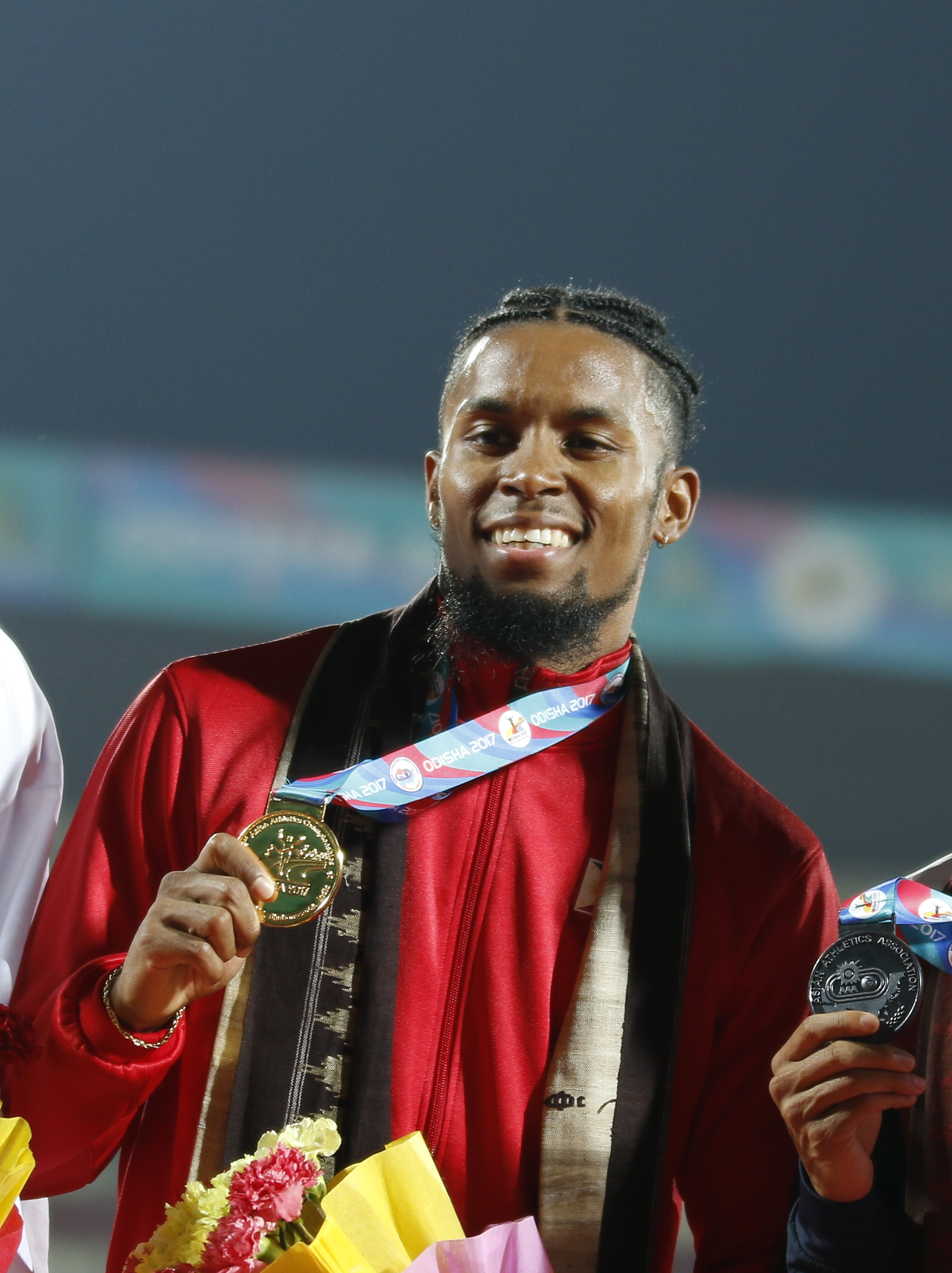
Eric Cray – Rang sieben
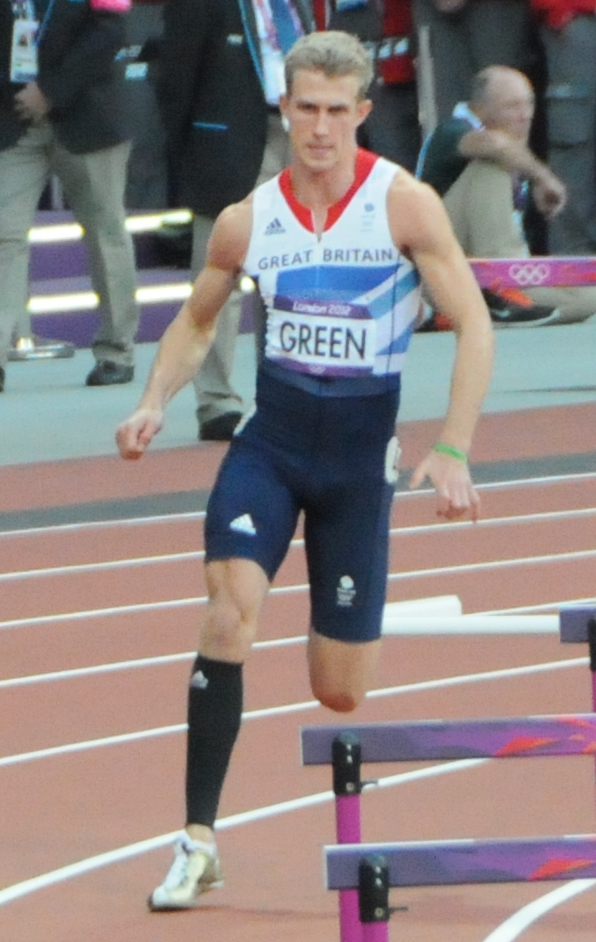
Jack Green – Rang acht

### Lauf 2

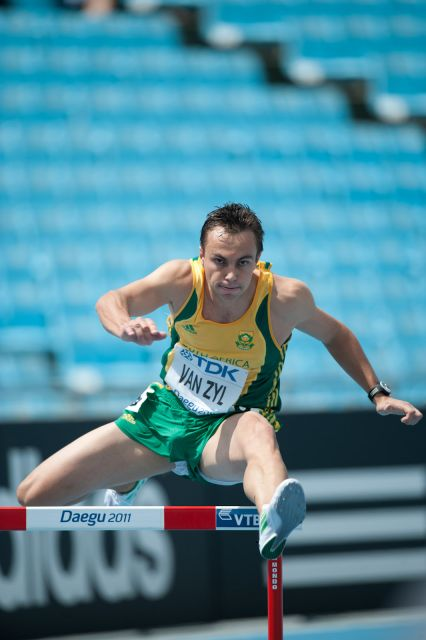
Louis Jacobus van Zyl – ausgeschieden als Fünfter des zweiten Halbfinals
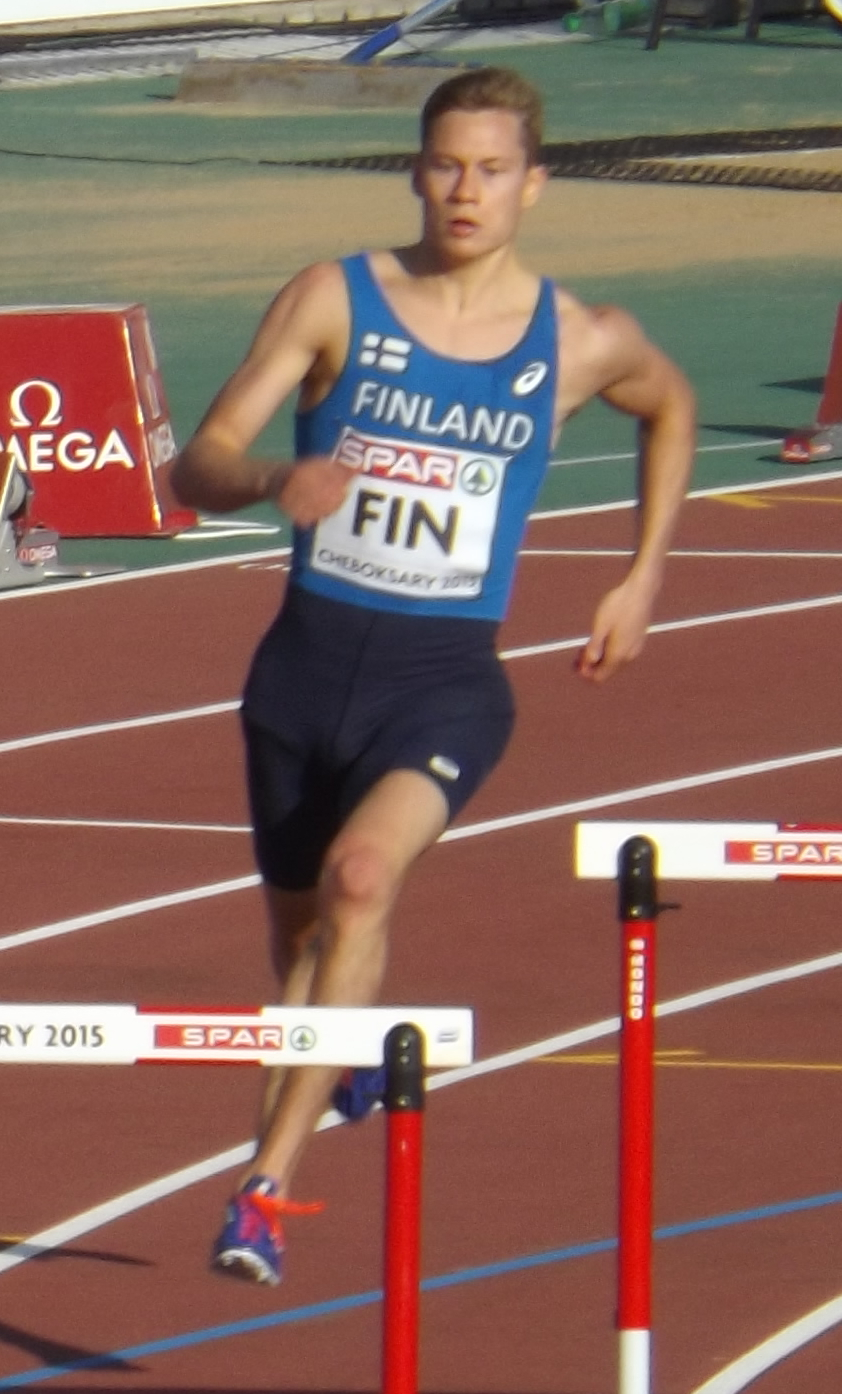
Oskari Mörö – ausgeschieden als Siebter des zweiten Halbfinals

16. August 2016, 21:42 Uhr

| Platz | Name                  | Nation      | Zeit (s) |
| ----- | --------------------- | ----------- | -------- |
| 1     | Annsert Whyte         | Jamaika     | 48,32    |
| 2     | Javier Culson         | Puerto Rico | 48,46    |
| 3     | Yasmani Copello       | Türkei      | 48,61    |
| 4     | Rasmus Mägi           | Estland     | 48,64    |
| 5     | Louis Jacobus van Zyl | Südafrika   | 49,00    |
| 6     | Jordin Andrade        | Kap Verde   | 49,32    |
| 7     | Oskari Mörö           | Finnland    | 49,75    |
| 8     | Mahau Suguimati       | Brasilien   | 49,77    |

### Lauf 3
16. August 2016, 21:49 Uhr

| Platz | Name             | Nation      | Zeit (s) | Anmerkung                                                                   |
| ----- | ---------------- | ----------- | -------- | --------------------------------------------------------------------------- |
| 1     | Thomas Barr      | Irland      | 48,39    | NR                                                                          |
| 2     | Aron Koech       | Kenia       | 48,49    |                                                                             |
| 3     | Byron Robinson   | USA         | 48,65    |                                                                             |
| 4     | Karsten Warholm  | Norwegen    | 48,81    |                                                                             |
| 5     | Michaël Bultheel | Belgien     | 49,46    |                                                                             |
| 6     | Andrés Silva     | Uruguay     | 49,75    |                                                                             |
| 7     | Eric Alejandro   | Puerto Rico | 49,95    |                                                                             |
| DSQ   | Roxroy Cato      | Jamaika     |          | Weltleichtathletikverband Regel 168.7 – Fehlerhaftes Überqueren einer Hürde |

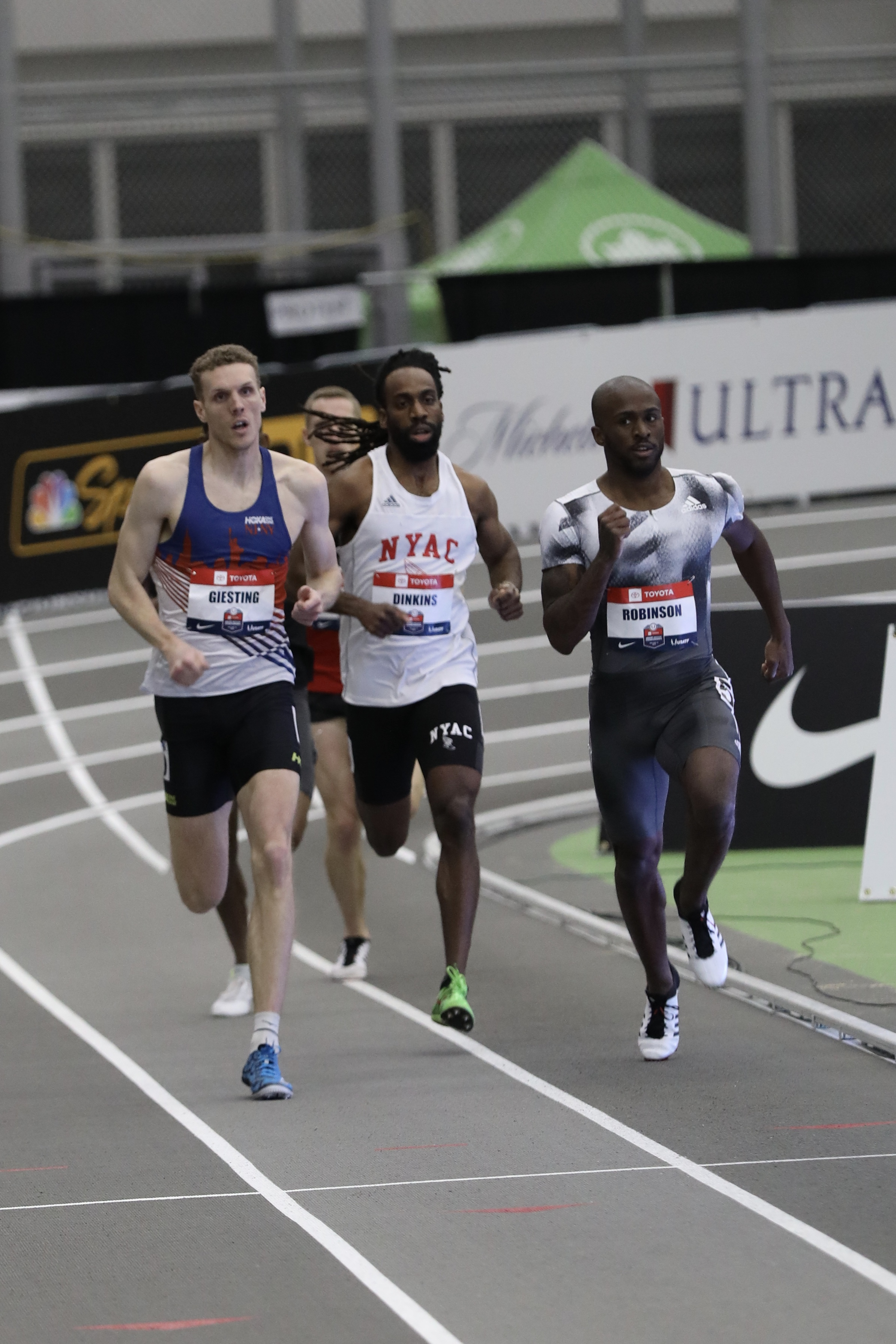
Byron Robinson (rechts) – ausgeschieden als Dritter des dritten Halbfinals

Weitere im dritten Halbfinale ausgeschiedene Hürdenläufer:

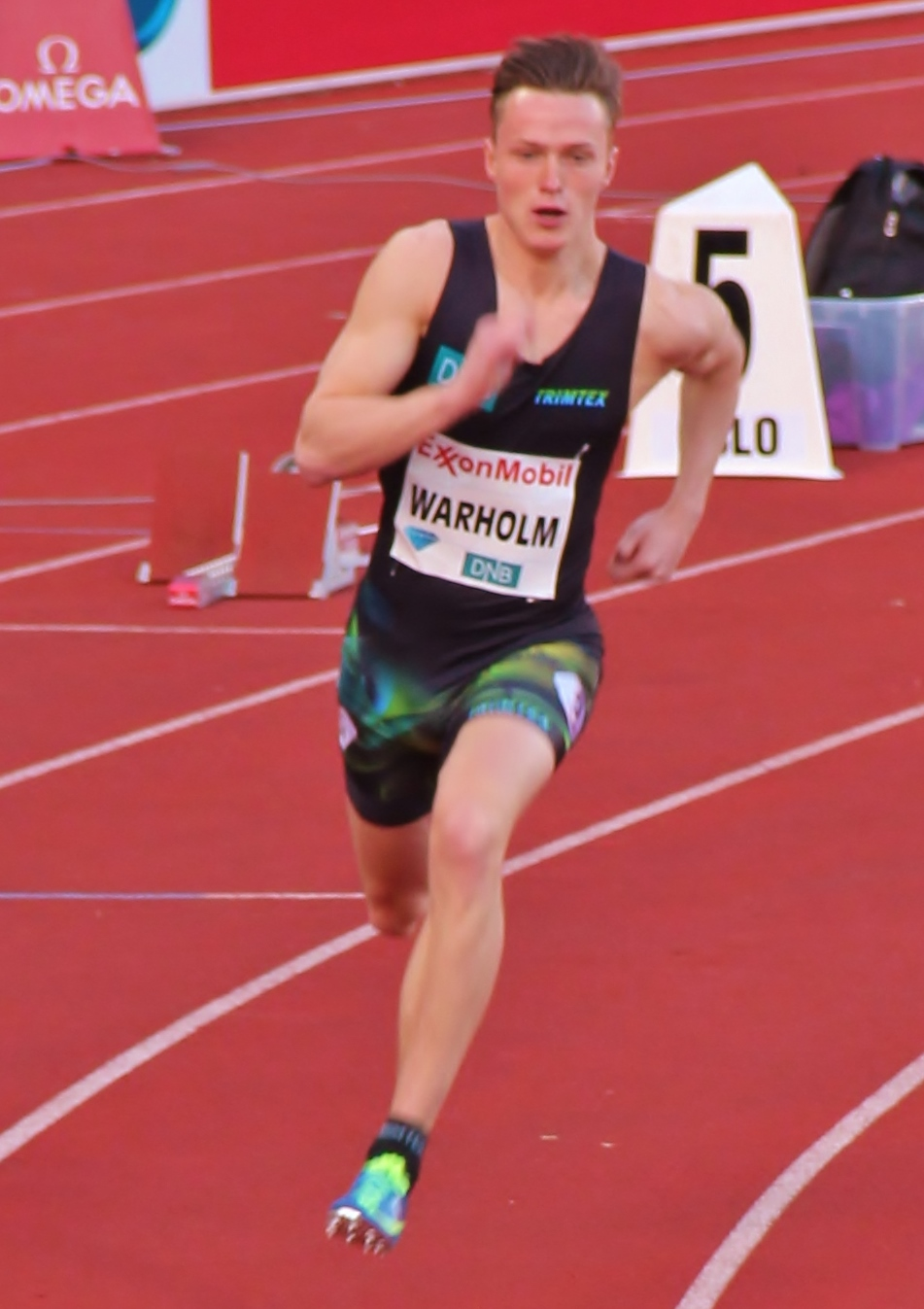
Karsten Warholm – Rang vier
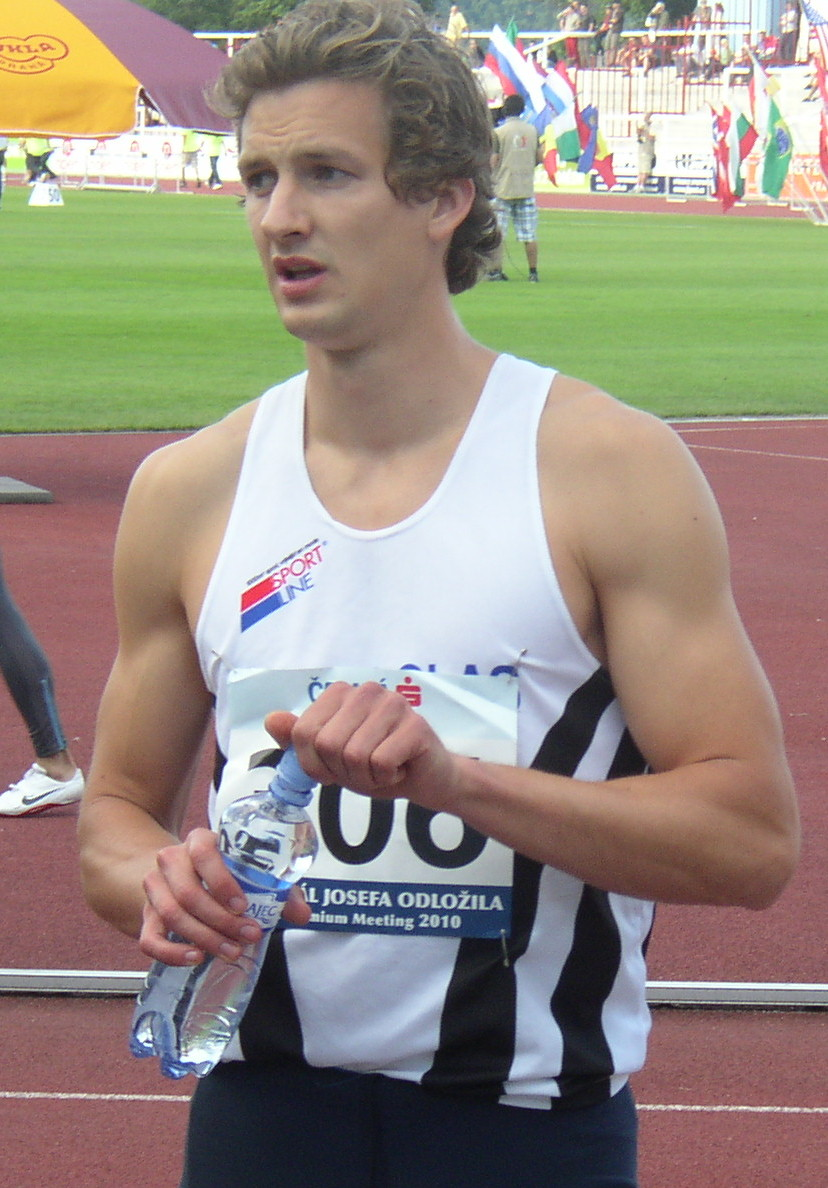
Michaël Bultheel – Rang fünf
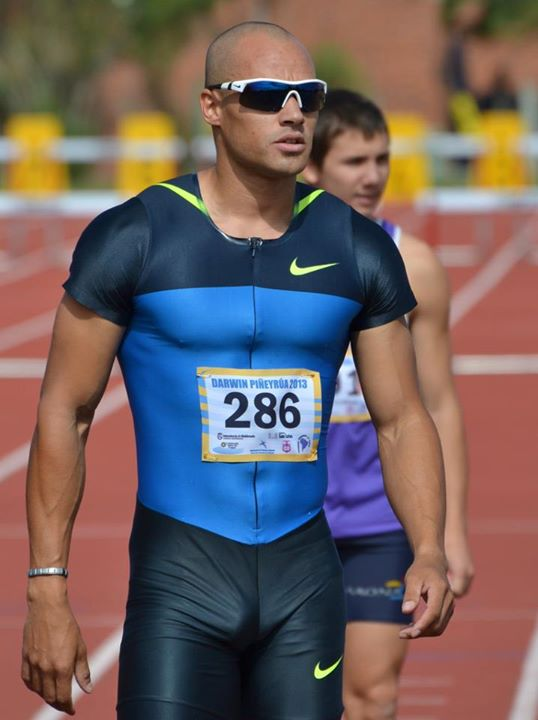
Andrés Silva – Rang sechs
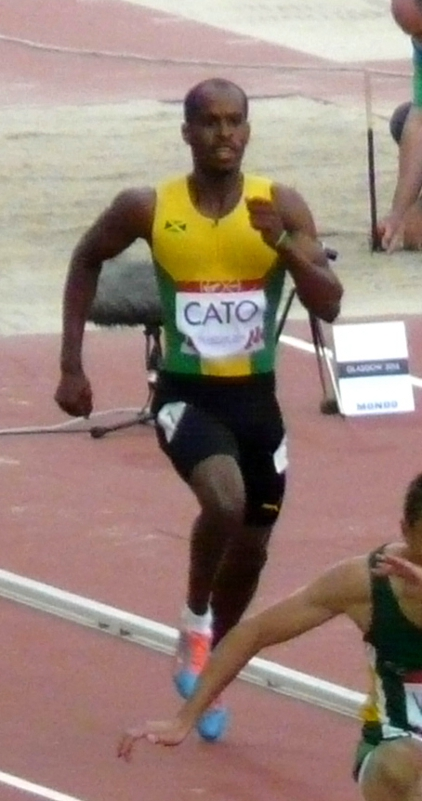
Roxroy Cato – disqualifiziert wegen fehlerhaften Überquerens einer Hürde

## Finale
18. August 2016, 12.00 Uhr
| Platz | Name            | Nation      | Zeit (s) | Anmerkung                                         |
| ----- | --------------- | ----------- | -------- | ------------------------------------------------- |
| 1     | Kerron Clement  | USA         | 47,73    |                                                   |
| 2     | Boniface Tumuti | Kenia       | 47,78    | NR                                                |
| 3     | Yasmani Copello | Türkei      | 47,92    | NR                                                |
| 4     | Thomas Barr     | Irland      | 47,97    | NR                                                |
| 5     | Annsert Whyte   | Jamaika     | 48,07    |                                                   |
| 6     | Rasmus Mägi     | Estland     | 48,40    | NR                                                |
| 7     | Aron Koech      | Kenia       | 49,09    |                                                   |
| DSQ   | Javier Culson   | Puerto Rico |          | Weltleichtathletikverband Regel 162.7 – Fehlstart |

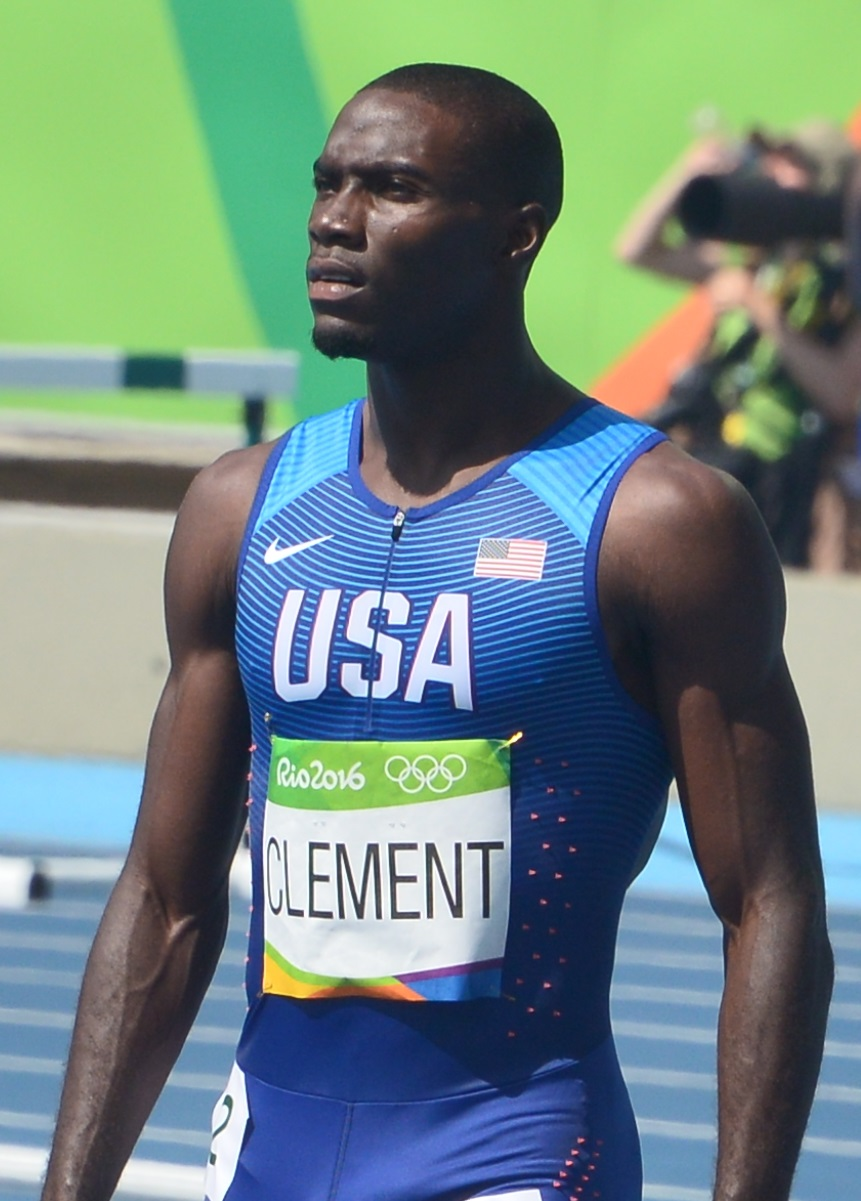
Kerron Clement gewann über 400 Meter Hürden seine dritte Medaille nach Gold 2008 und Silber 2012

Für das Finale hatten sich zwei Kenianer sowie jeweils ein Teilnehmer aus Estland, Irland, Jamaika, Puerto Rico, der Türkei und den USA qualifiziert.
Der Wettkampf litt unter der Abwesenheit mehrerer Toppleute. So fehlte der Olympiasieger von 2004 und 2012 Félix Sánchez aus der Dominikanischen Republik ebenso wie der Führende der Weltjahresbestenliste Johnny Dutch, der in den US-Trials gescheitert war. Vizeweltmeister Denis Kudrjawzew aus Russland war aufgrund der Sperre für russische Leichtathleten durch die IAAF (heute World Athletics) nicht am Start. Der amtierende Weltmeister Nicholas Bett aus den USA war zudem im Vorlauf disqualifiziert worden. Auch der Silbermedaillengewinner der letzten Spiele, Betts Landsmann Michael Tinsley, hatte die Qualifikation für das Finale nicht überstanden. Die Favoritenrolle fiel nun vor allem dem Puerto Ricaner Javier Culson, Bronzemedaillengewinner der Spiele von 2012 in London, zu. Aber auch Kerron Clement, der US-amerikanische Olympiasieger von 2008, war stark einzuschätzen.
Culson produzierte einen Fehlstart und wurde daraufhin disqualifiziert. Der zweite Startversuch klappte, an der ersten Hürde lag der Türke Yasmani Copello in Front. Bis zur dritten Hürde hatten Clement, der Kenianer Boniface Tumuti und der Jamaikaner Annsert Whyte zu Copello aufgeschlossen. Clement schob sich nun an die Spitze, direkt gefolgt von Whyte, dahinter lag Tumuti. An der neunten Hürde zog Tumuti mit Whyte gleich und passierte ihn. Der führende Clement ließ sich den Sieg nicht mehr nehmen und verwies den zuletzt stark aufgekommenen Tumuti auf den zweiten Platz. Dritter wurde Copello, der den nachlassenden Whyte noch abfangen konnte.
Trotz des Fehlens hochkarätiger Athleten war das Niveau dieses Finales hoch, es wurden vier Landesrekorde aufgestellt.
Im 26. olympischen Finale dieser Disziplin lief Kerron Clement zum neunzehnten Sieg für die Vereinigten Staaten. Der Kenianer Boniface Tumuti und der Türke Yasmani Copello waren die ersten Medaillengewinner ihrer Länder über 400 Meter Hürden.

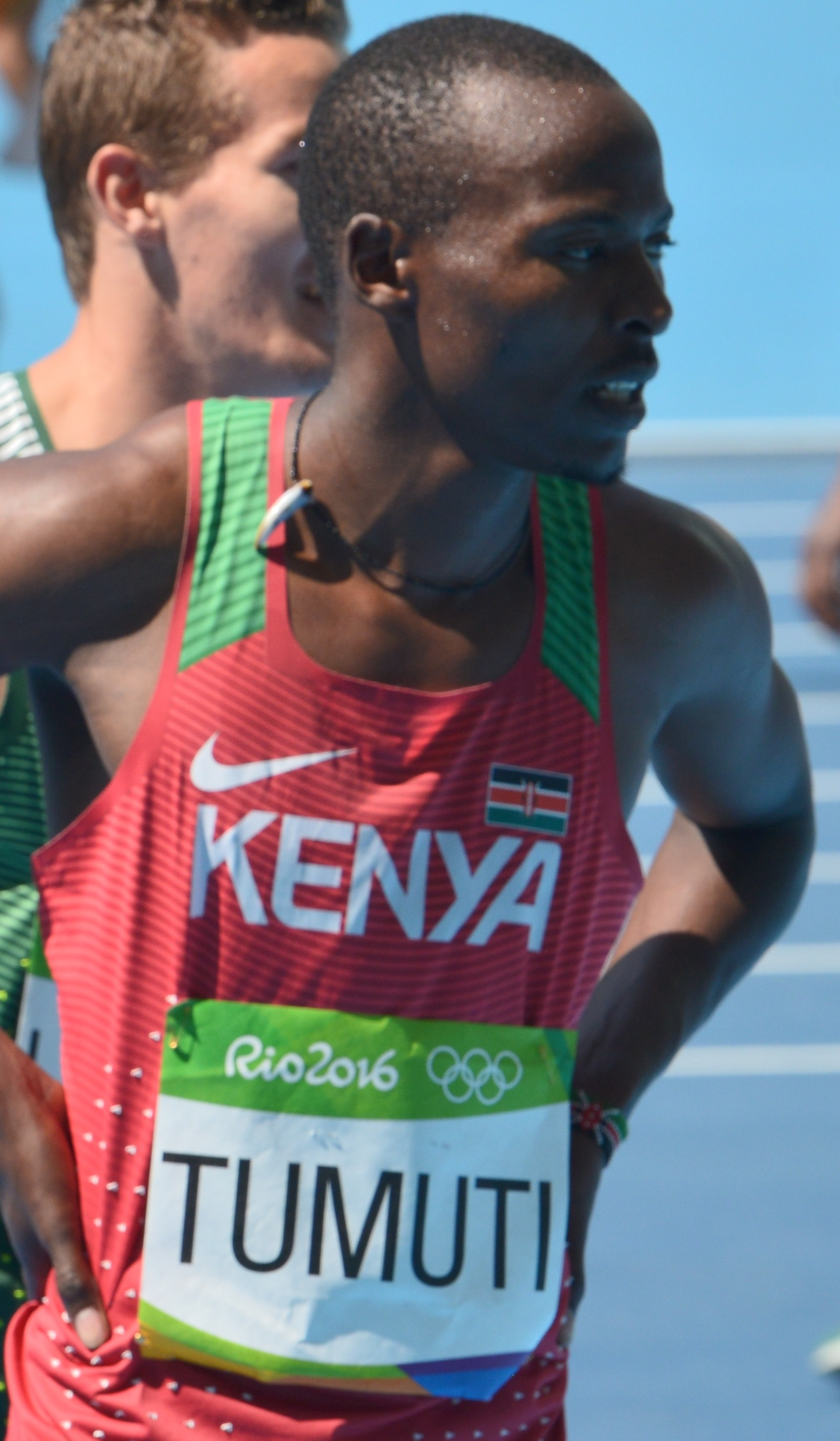
Boniface Tumutiaus gewann Silber mit neuem kenianischen Landesrekord
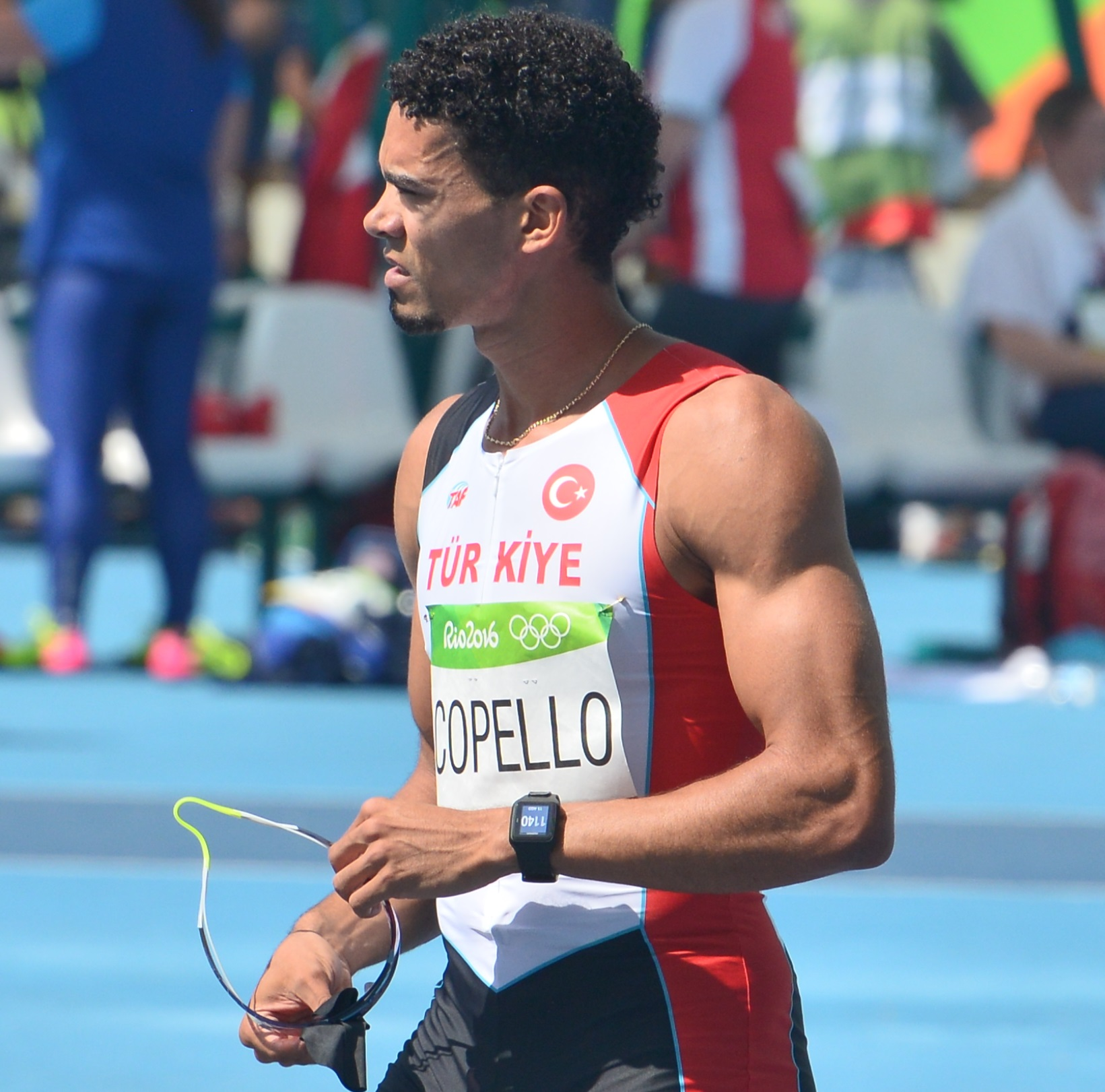
Auch der türkische Bronzemedaillengewinner Yasmani Copello stellte einen neuen Landesrekord auf
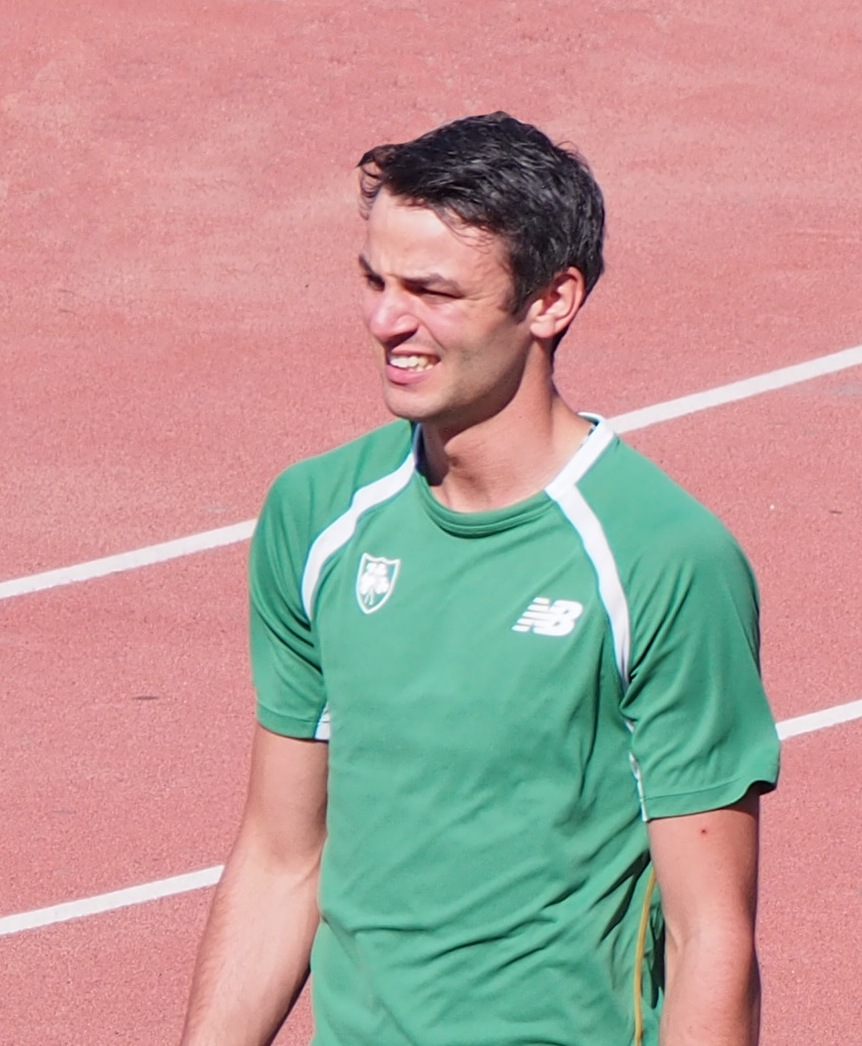
Thomas Barr belegte Rang vier mit irischem Landesrekord
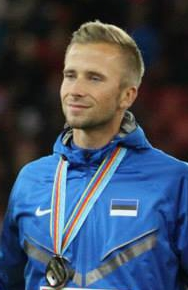
Rasmus Mägi stellte als Sechster einen neuen estnischen Landesrekord auf
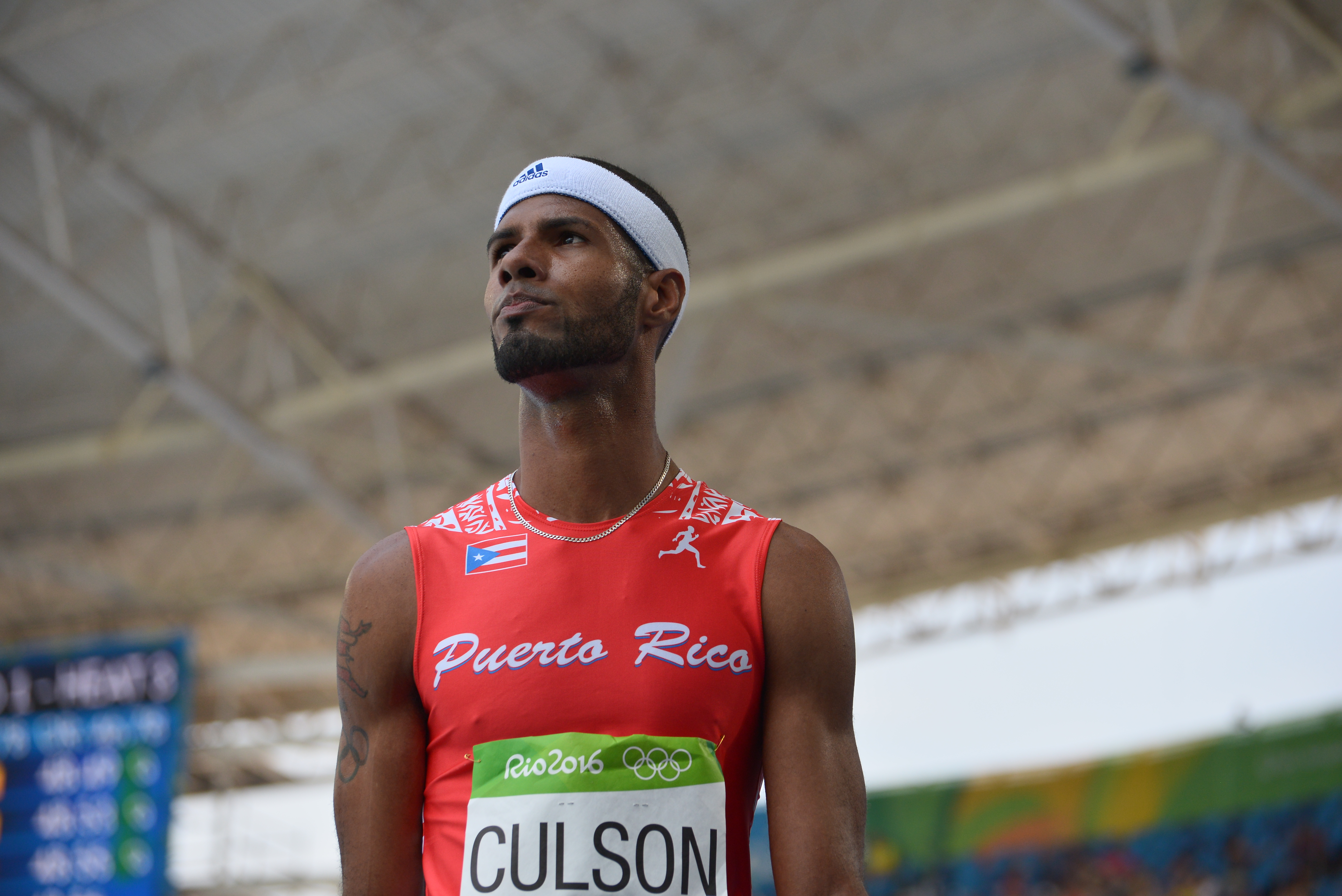
Javier Culson wurde nach einem Fehlstart disqualifiziert

## Video
- The USA's Clement wins his first gold in Men's 400m Hurdles, youtube.com, abgerufen am 29. April 2022